# Plunjerpomp

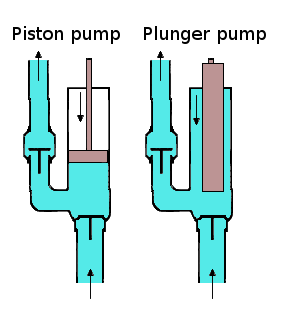
De plunjerpomp (plunger pump) in vergelijking met de zuigerpomp (piston pump)

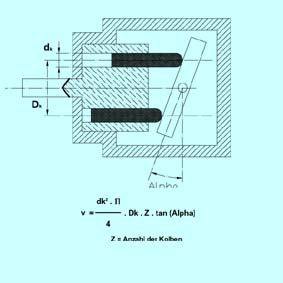
axiale plunjerpomp/motor van het tuimelschijf (swashplate) principe

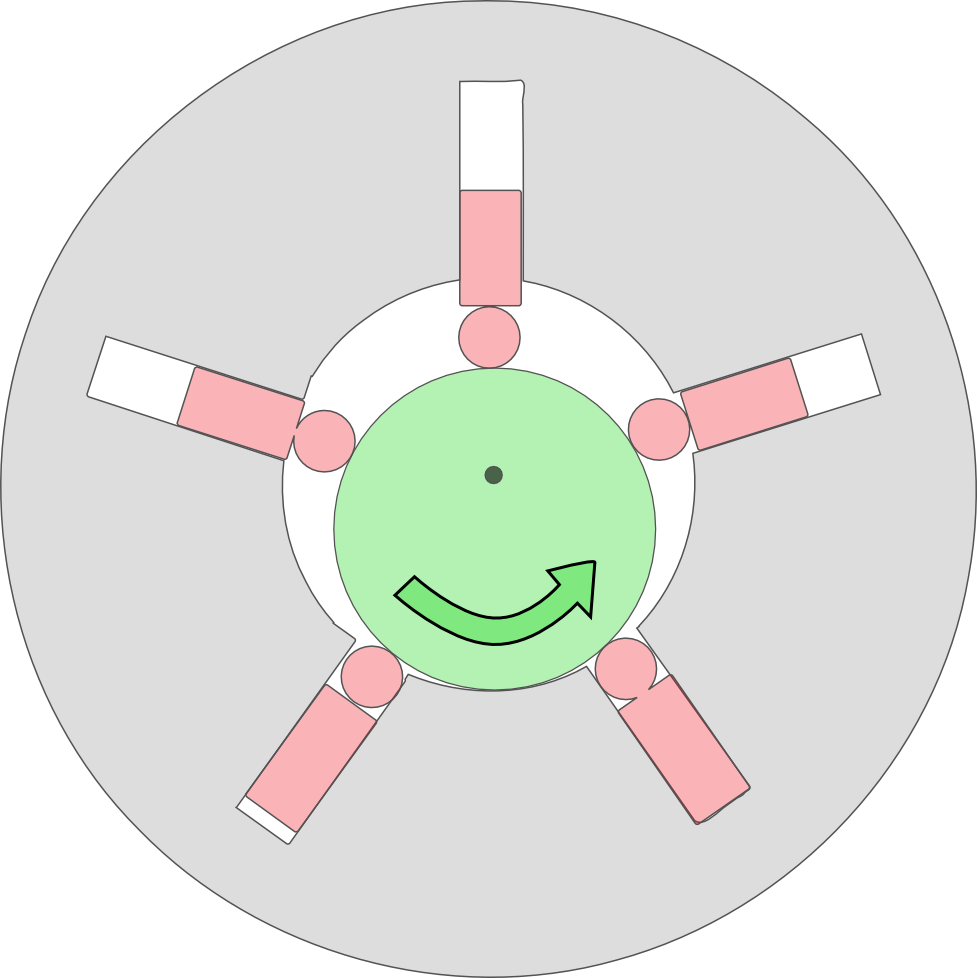
Radiale plunjerpomp, de plunjers zijn in het rood, de roterende as in het groen

Een plunjerpomp is een pomp die gebruikt wordt om vloeistoffen met plunjers van een lage naar een hoge druk te brengen. De pomp bestaat uit een aantal plunjers, die mechanisch worden aangedreven en zo vloeistof aanzuigen en "verdringen" naar een hogere druk. De plunjers kunnen zijn aangebracht in (min of meer) de richting van de aandrijfas, of hier juist loodrecht op. Men spreekt dan respectievelijk van een axiale plunjerpomp en van een radiale plunjerpomp.

## Principe van de plunjerpomp versus zuigerpomp
Een plunjerpomp verplaatst vloeistof zoals een zuigerpomp, maar de plunjer kan geen hoeveelheid verplaatsen groter dan  het volume van de plunjer zelf. Dit geeft reeds een beperking van de plunjerpomp, deze is namelijk niet geschikt voor grote opbrengsten. De afdichting bij een plunjerpomp gebeurt steeds op dezelfde plaats in de pomp, wat een gemakkelijker afdichting oplevert. Hierdoor is dit pomptype ook te gebruiken voor grote opvoerdrukken.

## Axiale plunjerpomp
Axiale plunjerpompen kunnen weer verdeeld worden in pompen van het zogenaamde gebogenassenprincipe. De plunjers zijn bevestigd op een tuimelschijf, waardoor de heen-en-weergaande beweging van de plunjers wordt veroorzaakt, en pompen van het zogenaamde swashplatetype, waarbij de plunjers in dezelfde richting bewegen als de as en de pompwerking wordt veroorzaakt door de plunjers aan een zijde af te steunen tegen een schuine plaat.
Een groot voordeel van dit type pompen is dat de hoek die de plunjers maken met de as (bij het gebogenassenprincipe) en de hoek die de swashplate maakt met de as eventueel variabel te maken is, zodat op momenten dat er geen verbruikers zijn de heen en weer gaande bewegingen van de plunjers wordt verminderd waardoor de opbrengst en dus het opgenomen vermogen afneemt. Axiale plunjerpompen kunnen een slagvolume hebben tot 2 liter en kunnen dus per minuut een 3000 liter met een druk van ongeveer 300 bar verpompen.

## Radiale plunjerpomp
Een voorbeeld van een radiale plunjerpomp staat hiernaast afgebeeld. Door het excentrisch (niet rond het midden, maar rond de donkere stip bovenaan de cirkel) roteren van de as (groen) worden de verschillende zuigers afwisselend naar binnen (zuigen) en naar buiten (persen) gebracht. Het slagvolume (opbrengst per omwenteling) kan op deze wijze gewijzigd worden door de excentriciteit te veranderen. Radiale plunjerpompen worden in de regel gebruikt voor hogere drukken en kleinere opbrengsten.

## Algemene nadelen plunjerpompen
Een plunjerpomp behoort tot het type volumetrische pomp. Een algemeen nadeel van volumetrische pompen is het pulserende gedrag. Hier dient in constructie van leidingwerk, slangen en overige delen rekening mee te worden gehouden om overmatige trillingen of gevaarlijke situaties te voorkomen.
Plunjerpompen zijn door hun constructie niet of slecht toepasbaar in combinatie met abrasieve vloeistoffen. Ze worden dan ook vooral gebruikt bij het verpompen van vloeistoffen met een smerende eigenschap, zoals olie, water of benzine.